# Schöllang
Schöllang ist ein Gemeindeteil des Marktes Oberstdorf im bayrischen Landkreis Oberallgäu. Der Ort hat ca. 460 Einwohner. Schöllangs wichtigste Sehenswürdigkeiten sind die Pfarrkirche St. Michael im Ort selbst sowie die Friedhofskapelle auf der Schöllanger Burg.

## Geographie
Schöllang liegt westlich der Kreisstraße OA4, die das Dorf in Richtung Süden über die Nachbarorte Reichenbach und Rubi mit dem 6 Kilometer entfernten Oberstdorf verbindet und nach Norden über Altstätten in die Kreisstadt Sonthofen führt.
Südwestlich des Ortes gelegen ist die Schöllanger Burg, ein bewaldeter Höhenzug, der schon von Weitem zu sehen ist. An der höchsten Stelle steht die Burgkapelle, an der bis heute der Schöllanger Friedhof liegt.
Westlich von Schöllang sind die Iller und der Auwaldsee zu finden, der bereits zur Gemeinde Fischen auf der gegenüberliegenden Seite der Iller liegen.
Durch den Ort fließt der Eybach, der wenige Kilometer weiter bei Oberthalhofen in die Iller mündet.

## Geschichte
Schöllang wurde 1361 das erste Mal als „Schellenc“ erwähnt und war zu diesem Zeitpunkt Teil des Besitzes der Brüder Oswald und Marquart von Heimenhofen. Mitte des 15. Jahrhunderts ging der Ort in den Besitz des Hochstiftes Augsburg über.
Anfang des 17. Jahrhunderts bestanden in Schöllang bereits 42 Häuser.

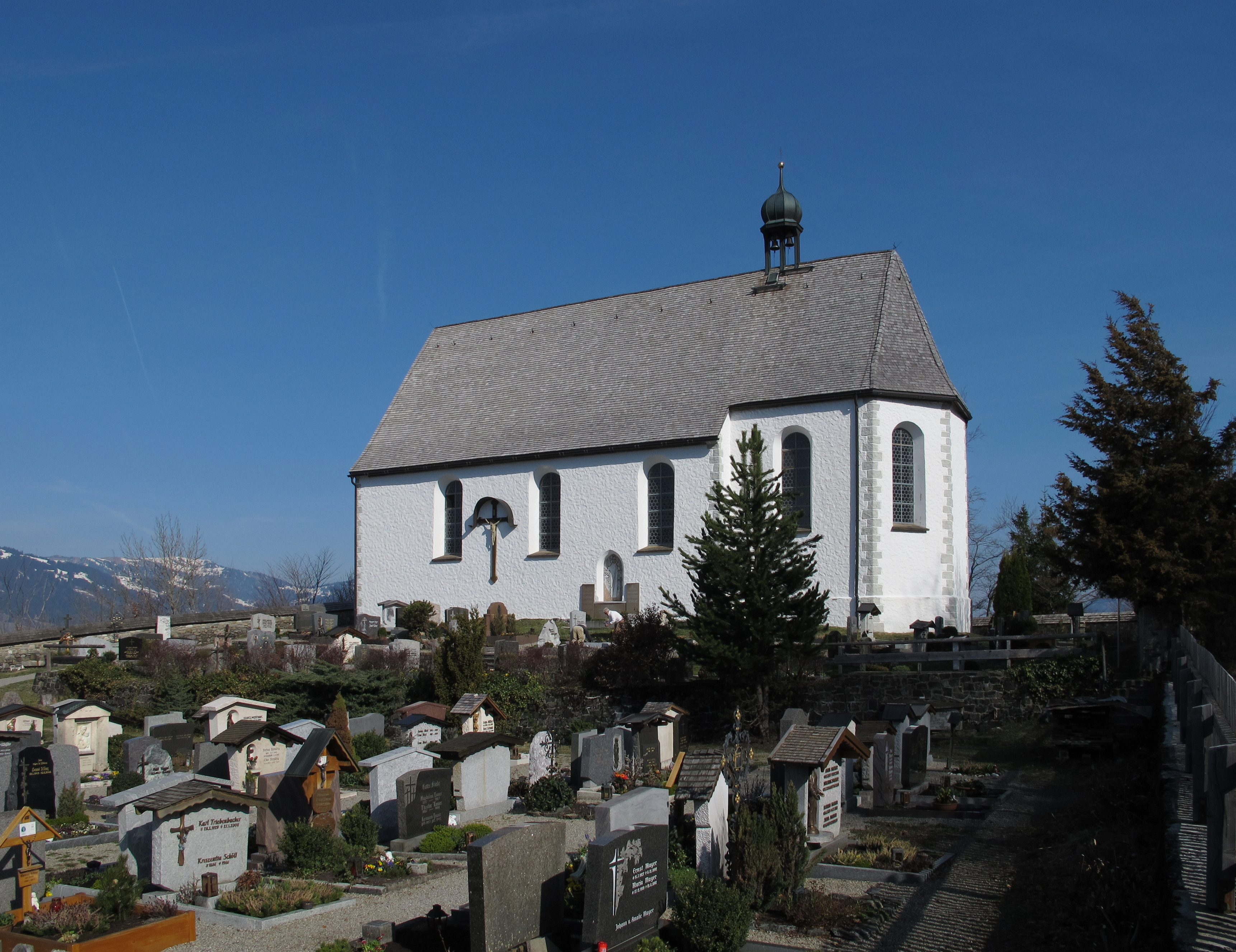
Burgkirche Schöllang

1495 wurde die Marienkapelle als erste Kapelle im Dorf selbst eingeweiht, während die heutige Burgkapelle auf einem Höhenrücken westlich von Schöllang noch die Pfarrkirche der Gemeinde war. Das genaue Entstehungsdatum der Burgkapelle ist nicht bekannt, die erste Erwähnung der Kapelle wird auf das Jahr 1351 datiert. In der ersten Hälfte des 18. Jahrhunderts wurde die Kapelle im Dorf durch einen größeren Bau ersetzt und 1804 zur Pfarrkirche erhoben. Die alte Pfarrkirche auf der Schöllanger Burg fungiert seitdem als Friedhofskapelle.
Infolge der Säkularisation wurde Schöllang 1803 Teil von Bayern.
Bis 1972 stellte Schöllang eine eigenständige Gemeinde dar, zu der unter anderem auch die kleineren Nachbarorte Reichenbach und Rubi gehörten. Seitdem ist Schöllang Teil des Marktes Oberstdorf. Ein kleinerer Teil mit Au und Thalhofen kam zur Gemeinde Fischen.

## Religion

### Pfarrei St. Michael
950 Katholiken sind Teil der Pfarrei St. Michael. Neben der Pfarrkirche in Schöllang sind folgende weitere Kirchen und Kapellen Teil der Pfarrei:
- Burgkirche Schöllang
- Kapelle St. Anna (Rubi)
- Kapelle St. Jakobus (Reichenbach)
- Kapelle St. Josef (Unterthalhofen)
- Kapelle St. Nepomuk (Fischen-Au)

Zusammen mit den Pfarreien St. Barbara in Tiefenbach und St. Johannes Baptist in Oberstdorf bildet St. Michael die von Pfarrer Maurus B. Mayer geleitete Pfarreiengemeinschaft Oberstdorf.

## Sehenswürdigkeiten
- Schöllanger Burg mit Friedhofskapelle: Von dem Hügel aus hat man einen weiten Blick über Fischen und Schöllang.

- Pfarrkirche St. Michael: Barocke Kirche mit alten Figuren z. T. aus dem 14. Jahrhundert
- Langlaufloipe Rubi-Reichenbach-Schöllang
- Viehscheid am 12. September

Siehe auch: Liste der Baudenkmäler in Schöllang

## Persönlichkeiten
- Caelestis Eichenseer (1924–2008), Latinist